# 好きすぎて バカみたい
「好きすぎて バカみたい」（すきすぎてばかみたい）は、ハロー!プロジェクトのユニットDEF.DIVAのデビューシングル。2005年10月19日にzetimaより発売された。

## 解説
- 発売週のオリコン週間シングルチャートで1位を獲得した。
- 第56回NHK紅白歌合戦では、本作を含むメドレーが披露された。

## 収録曲
全作詞・作曲：つんく
1. 好きすぎて バカみたい
編曲：平田祥一郎
2. 好きすぎて バカみたい （CRAZY J-G JAZZ リミックス）
編曲：田中直
3. 好きすぎて バカみたい （女王リミックス）
編曲：AKIRA
4. 好きすぎて バカみたい (Instrumental)

## 参加ミュージシャン
好きすぎて バカみたい
- プログラミング：平田祥一郎
- ギター：こーじ
- コーラス：竹内浩明

## カバー
- 後藤真希 - ベストアルバム『後藤真希プレミアムベスト①』（2005年12月14日）に収録。